# 国道316号

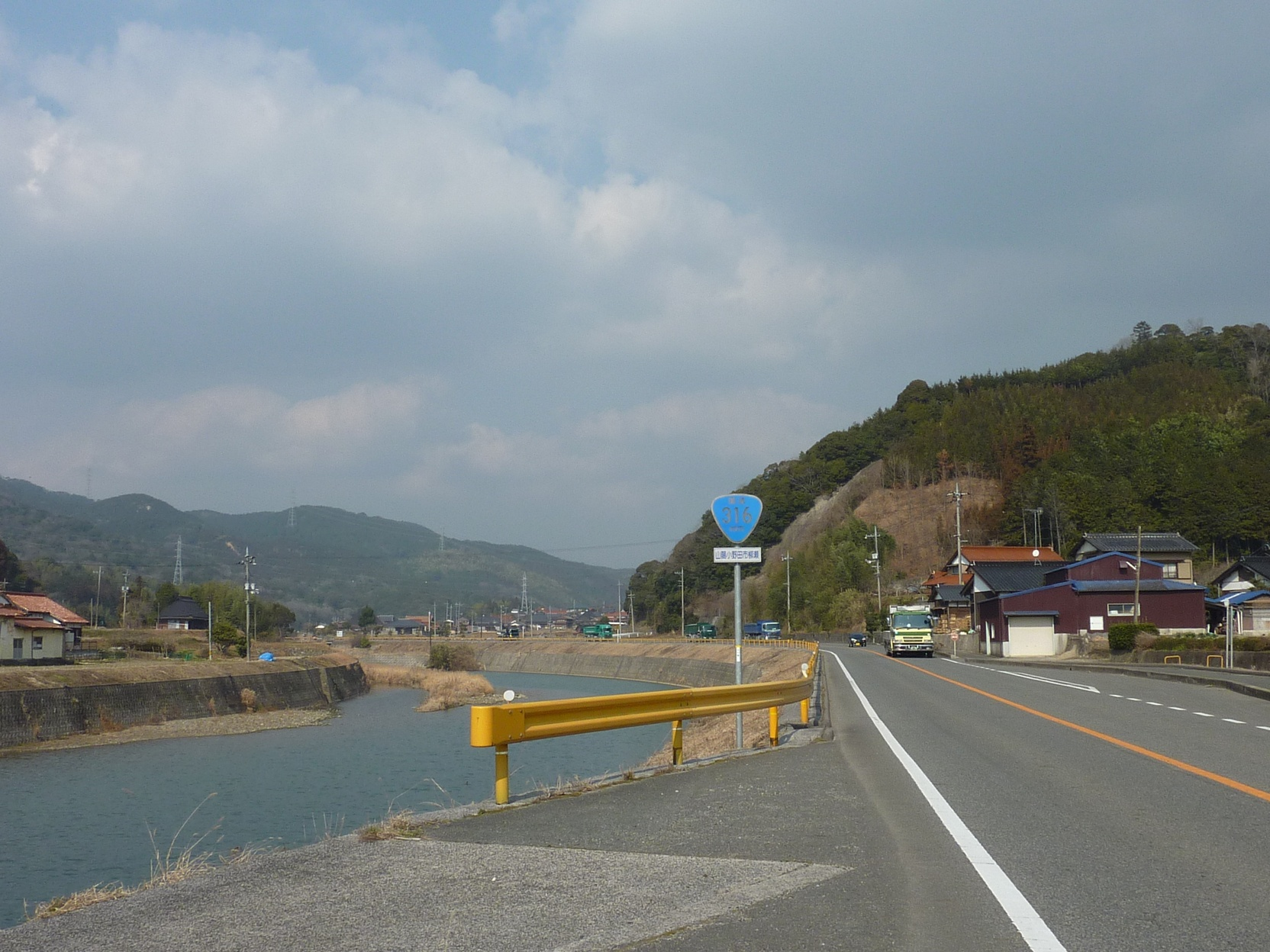
山陽小野田市厚狭（寝太郎堰付近）

国道316号（こくどう316ごう）は、山口県長門市から山陽小野田市に至る一般国道である。

## 概要
国道262号、国道315号などと並び、山口県の日本海側と瀬戸内海側を結ぶ主要幹線道路の一つとなっている。日本海側の長門市から美祢市を経て瀬戸内海側の山陽小野田市厚狭・郡を南北にほぼ直線的に結んでおり、ほぼ全線でJR西日本美祢線と、長門市・美祢市境で分水嶺となる大ヶ峠（おおがたお）以南ではおおむね厚狭川と平行する。ただし、美祢市大嶺町から山陽小野田市大字厚狭間は蛇行する厚狭川沿いを避け、美祢トンネルなどでショートカットしている。
全線2車線で整備が完了しており、交通量は比較的多い。

### 路線データ
一般国道の路線を指定する政令に基づく起終点および重要な経過地は次のとおり。
- 起点：長門市（正明市（しょうみょういち）交差点 = 国道191号交点、山口県道56号仙崎港線終点）
- 終点：山口県厚狭郡山陽町[注釈 2]（杣尻（そまじり）交差点 = 国道2号厚狭・埴生バイパス交点、山口県道71号小野田山陽線終点）
- 重要な経過地：美祢市
- 総延長 : 41.6 km[2][注釈 3]
- 重用延長 : なし[2][注釈 3]
- 未供用延長 : なし[2][注釈 3]
- 実延長 : 41.6 km[2][注釈 3]
  - 現道 : 41.6 km[2][注釈 3]
  - 旧道 : なし[2][注釈 3]
  - 新道 : なし[2][注釈 3]
- 指定区間：なし[3]

## 歴史
- 1970年（昭和45年）4月1日 - 一般国道316号（山口県長門市・正明市交差点 - 山口県厚狭郡山陽町（現：山陽小野田市）・加藤交差点）として指定。
- 1980年（昭和55年） - 長門市・美祢市間の大ヶ峠トンネル（1,066 m）開通。
- 1984年（昭和59年） - 道路内最長の美祢トンネル（1,265 m）開通
- 2008年（平成20年）1月25日 - 国道2号（国道9号重用）厚狭・埴生バイパス全線開通に伴い、山口県告示第30号により山口県道71号小野田山陽線の一部 （1.2 km）を編入し、終点の位置を変更。

## 路線状況

### 道路施設

#### 橋梁
- 観月橋（深川川、長門市）
- 義隆橋（深川川、長門市）
- 大ヶ迫大橋（美祢線、長門市）

#### トンネル
- 渋木トンネル：延長320 m、1978年（昭和53年）竣工、長門市渋木
- 大ヶ迫トンネル：延長397 m、1976年（昭和51年）竣工、長門市渋木
- 大ケ峠トンネル：延長1,065.7 m[4]、1980年（昭和55年）竣工、長門市渋木 - 美祢市於福町上
- 美祢トンネル：延長1,260 ｍ[4]、1984年（昭和59年）竣工、美祢市東厚保町山中 - 同市伊佐町伊佐

#### 道の駅
- おふく（美祢市於福町下）

## 地理

### 通過する自治体
- 山口県
  - 長門市 - 美祢市 - 山陽小野田市

### 交差する道路
| 交差する道路                                  | 市町村名     | 交差する場所           | 交差する場所                            |
| --------------------------------------------- | ------------ | ---------------------- | --------------------------------------- |
| 国道191号 山口県道56号仙崎港線                | 長門市       | 東深川（ひがしふかわ） | 正明市（しょうみょういち）交差点 / 起点 |
| 山口県道34号下関長門線 重複区間起点           | 長門市       | 深川湯本               | 板持交差点                              |
| 山口県道280号長門秋芳線                       | 長門市       | 深川湯本               |                                         |
| E9 山陰自動車道 / 長門・俵山道路              | 長門市       | 深川湯本               | 長門湯本温泉IC                          |
| 山口県道34号下関長門線 重複区間終点           | 長門市       | 深川湯本               | 湯本交差点                              |
| 山口県道268号豊田三隅線 重複区間起点          | 長門市       | 渋木                   | 瀬戸交差点                              |
| 山口県道268号豊田三隅線 重複区間終点          | 長門市       | 渋木                   |                                         |
| 山口県道341号大嶺於福線                       | 美祢市       | 於福町上               |                                         |
| 山口県道31号美東秋芳西寺線                    | 美祢市       | 於福町上               |                                         |
| 山口県道239号銭屋美祢線                       | 美祢市       | 大嶺町北分             |                                         |
| 山口県道240号湯ノ口美祢線                     | 美祢市       | 大嶺町東分             |                                         |
| 国道435号                                     | 美祢市       | 大嶺町東分             | 国行交差点                              |
| 山口県道232号奥万倉山陽線                     | 美祢市       | 東厚保町山中           | 横坂交差点                              |
| 山口県道224号西万倉山陽線                     | 山陽小野田市 | 大字厚狭               |                                         |
| 山口県道355号奥万倉厚狭線                     | 山陽小野田市 | 大字厚狭               |                                         |
| 山口県道225号船木津布田線                     | 山陽小野田市 | 大字厚狭               | 加藤交差点                              |
| 国道2号 国道9号 重複 山口県道71号小野田山陽線 | 山陽小野田市 | 大字郡                 | 杣尻（そまじり）交差点 / 終点           |

### 交差する鉄道
- 美祢線
- 山陽新幹線